# Brady Walker
Brady Wenzell Walker (Santa Clara, 15 marzo 1921 – Orem, 30 novembre 2007) è stato un cestista statunitense, professionista nella BAA e nella NBA.

## Carriera
Venne selezionato dai Providence Steamrollers nel Draft BAA 1948.